# Червона Поляна (Маловисківська міська громада)
Черво́на Поля́на — село в Україні, у Маловисківській міська громаді Новоукраїнського району Кіровоградської області. Населення становить 57 осіб.

## Населення
Згідно з переписом УРСР 1989 року чисельність наявного населення села становила 95 осіб, з яких 39 чоловіків та 56 жінок.
За переписом населення України 2001 року в селі мешкало 57 осіб.

### Мова
Розподіл населення за рідною мовою за даними перепису 2001 року:
| Мова       | Відсоток |
| ---------- | -------- |
| українська | 94,74 %  |
| молдовська | 1,75 %   |
| інші       | 3,51 %   |